# Olle Göransson
Jan Olle Göransson (i riksdagen kallad Göransson i Arboga), född 13 december 1929 i Asmundtorps församling i Malmöhus län, död 15 juli 2021 i Arboga, var en svensk verkmästare och socialdemokratisk politiker.
Göransson var ledamot av andra kammaren 1965–1970, invald i Västmanlands läns valkrets. Han var också ledamot av den nya enkammarriksdagen från 1971. Olle Göransson är gravsatt i minneslunden på Arboga gamla kyrkogård.